# Richie Porte
Richard Julian Porte (Launceston, 30 de janeiro de 1985), conhecido como Richie Porte, é um ciclista de rota australiano que foi profissional entre 2008 e 2022.

## Palmarés
| - 2008 - 1 etapa do Tour de Wellington - Tour da Tasmânia, mais 2 etapas - 2009 - 3.º no Campeonato da Austrália Contrarrelógio - 1 etapa do Giro do Friuli Venezia Giulia - 2010 - 1 etapa do Volta à Romandia - Classificação dos jovens do Giro d'Italia - 2011 - 1 etapa da Volta a Castela e Leão - 1 etapa da Volta à Dinamarca - 2012 - 3.º no Campeonato da Austrália em Estrada - Volta ao Algarve, mais 1 etapa - 2013 - Paris-Nice, mais 2 etapas - 1 etapa do Critérium Internacional - 1 etapa da Volta ao País Basco - 2014 - 3.º no Campeonato da Austrália em Estrada - 1 etapa do Tour Down Under - 2015 - Campeonato da Austrália Contrarrelógio - 1 etapa do Tour Down Under - 1 etapa da Volta ao Algarve - Paris-Nice, mais 2 etapas - Volta à Catalunha - Giro do Trentino, mais 1 etapa | - 2016 - 2.º no Campeonato da Austrália Contrarrelógio - 1 etapa do Tour Down Under - 2017 - Tour Down Under, mais 2 etapas - 1 etapa da Paris-Nice - Volta à Romandia - 1 etapa do Critério do Dauphiné - 2018 - 3.º no Campeonato da Austrália Contrarrelógio - 1 etapa do Tour Down Under - Volta à Suíça - 2019 - 1 etapa do Tour Down Under - 2020 - Tour Down Under, mais 1 etapa - 3.º no Tour de France - UCI Oceania Tour - 2021 - Critério do Dauphiné - UCI Oceania Tour |

## Resultados

### Grandes Voltas
| Corrida | Corrida         | 2008 | 2009 | 2010 | 2011 | 2012 | 2013 | 2014 | 2015 | 2016 | 2017 | 2018 | 2019 | 2020 | 2021 | 2022 |
| ------- | --------------- | ---- | ---- | ---- | ---- | ---- | ---- | ---- | ---- | ---- | ---- | ---- | ---- | ---- | ---- | ---- |
|         | Giro d'Italia   | —    | —    | 7.º  | 81.º | —    | —    | —    | Ab.  | —    | —    | —    | —    | —    | —    | Ab.  |
|         | Tour de France  | —    | —    | —    | 72.º | 34.º | 19.º | 23.º | 48.º | 5.º  | Ab.  | Ab.  | 11.º | 3.º  | 38.º | —    |
|         | Volta a Espanha | —    | —    | —    | —    | 68.º | —    | —    | —    | —    | —    | 84.º | —    | —    | —    | —    |